# Lucien-Étienne Mélingue
Lucien-Étienne Mélingue, född den 18 december 1841 i Paris, död den 5 december 1889 i Aix-les-Bains, var en fransk målare. Han var son till skådespelaren och bildhuggaren Étienne Mélingue och bror till Gaston Mélingue. 

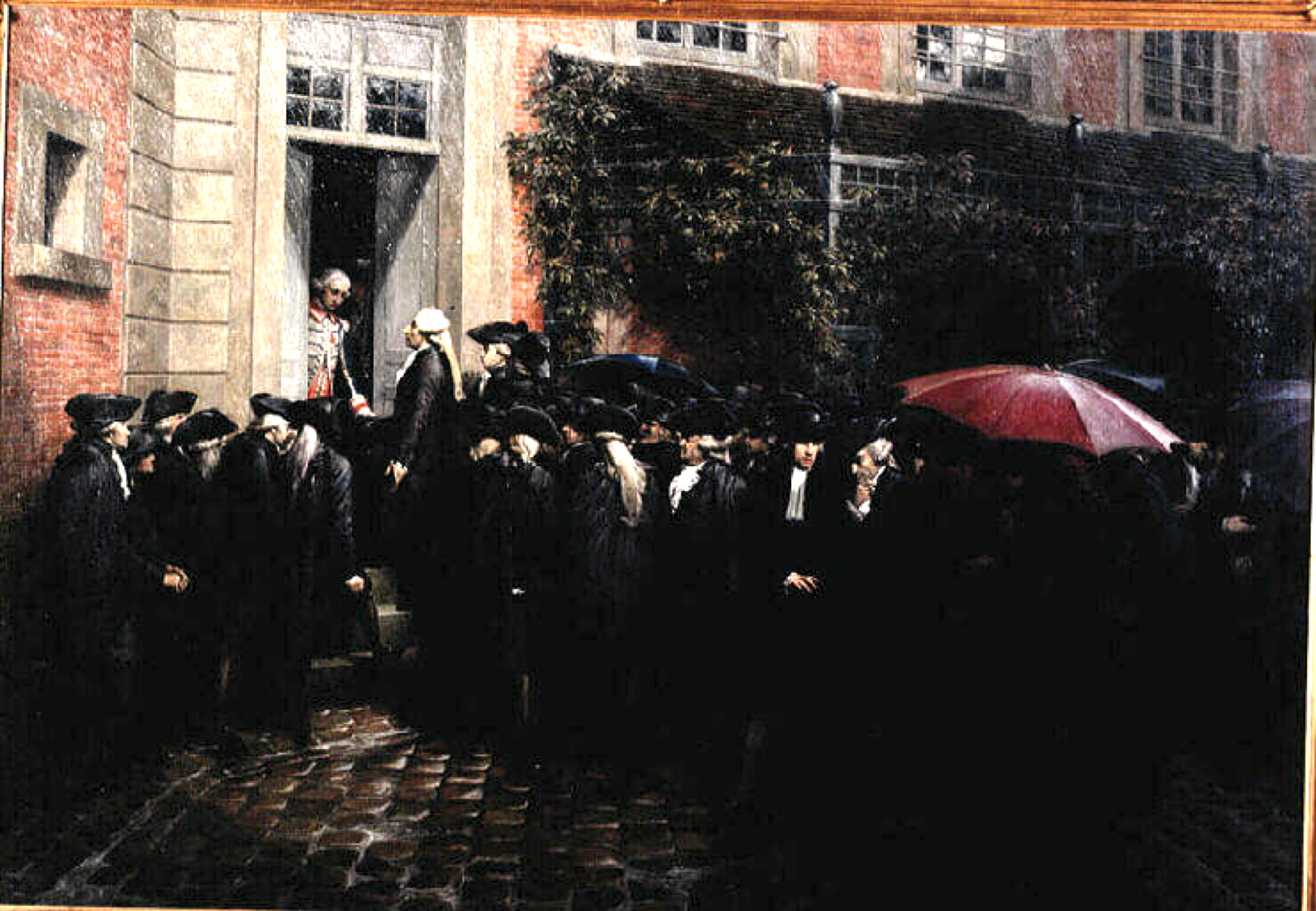
Lucien-Étienne Melingue, Tredje ståndet inför kungen den 23 juni 1789 Terzo.

Mélingue var lärjunge till Cogniet och Gérôme. Han vann betydande rykte och målade dels landskap, dels i synnerhet historiska kompositioner, som Den 24 augusti 1572 (1873), Tredje ståndet inför kungen den 23 juni 1789 (1874), Upphävandet av Metz belägring 1533 (1878) samt Étienne Marcel, köpmännens talman, och dauphin Charles 1358 (1878, nu i Luxembourgmuseet), berömd för levande karaktärer och dramatisk komposition.